# Okręg wyborczy województwo skierniewickie do Senatu Rzeczypospolitej Polskiej
Okręg wyborczy województwo skierniewickie do Senatu Rzeczypospolitej Polskiej obejmował w latach 1989–2001 obszar województwa skierniewickiego. Wybierano w nim 2 senatorów, przy czym w latach 1989–1991 obowiązywała zasada większości bezwzględnej, zaś w latach 1991–2001 większości względnej.
Powstał w 1989 wraz z przywróceniem instytucji Senatu. Zniesiony został w 2001, na jego obszarze utworzono nowe okręgi nr 9, 10, 11, 15 i 19.
Siedzibą okręgowej komisji wyborczej były Skierniewice.

## Reprezentanci okręgu
| Rok  | Senator komitet wyborczy                            | Senator komitet wyborczy                                                                                  | Senator komitet wyborczy                            | Senator komitet wyborczy                            |
| ---- | --------------------------------------------------- | --- | --------------------------------------------------- | --------------------------------------------------- |
| 1989 |                                                     | Edward Pyziołek                                                                                           |                                                     | Zbigniew Rokicki                                    |
| 1991 |                                                     | Zbigniew Komorowski Polskie Stronnictwo Ludowe Sojusz Programowy (1991) Polskie Stronnictwo Ludowe (1993) |                                                     | Jerzy Kamiński Porozumienie Ludowe                  |
| 1993 |                                                     | Zbigniew Komorowski Polskie Stronnictwo Ludowe Sojusz Programowy (1991) Polskie Stronnictwo Ludowe (1993) | Wojciech Matecki Polskie Stronnictwo Ludowe         |                                                     |
| 1997 |                                                     | Jan Cimanowski Akcja Wyborcza Solidarność                                                                 |                                                     | Ligia Urniaż-Grabowska Akcja Wyborcza Solidarność   |
| 2001 | okręg zniesiony, patrz okręgi nr 9, 10, 11, 15 i 19 | okręg zniesiony, patrz okręgi nr 9, 10, 11, 15 i 19                                                       | okręg zniesiony, patrz okręgi nr 9, 10, 11, 15 i 19 | okręg zniesiony, patrz okręgi nr 9, 10, 11, 15 i 19 |

## Wyniki wyborów
Symbolem „●” oznaczono senatorów ubiegających się o reelekcję.

### Wybory parlamentarne 1989
| Kandydat                                                          | Głosów  | %     |
| ----------------------------------------------------------------- | ------- | ----- |
| Edward Pyziołek                                                   | 106 020 | 69,79 |
| Zbigniew Rokicki                                                  | 98 355  | 64,75 |
| Leszek Miller                                                     | 30 115  | 19,82 |
| Edward Gnat                                                       | 13 725  | 9,04  |
| Wojciech Rutkowski                                                | 9988    | 6,58  |
| Andrzej Brzozowski                                                | 8522    | 5,61  |
| Marian Jackowski                                                  | 7255    | 4,78  |
| Liczba głosów ważnych: 151 909 Źródło: Państwowa Komisja Wyborcza |         |       |

### Wybory parlamentarne 1991
| Kandydat                                              | Kandydat             | Komitet wyborczy                                    | Głosów |
| ----------------------------------------------------- | -------------------- | --------------------------------------------------- | ------ |
|                                                       | Zbigniew Komorowski  | Polskie Stronnictwo Ludowe Sojusz Programowy        | 30 270 |
|                                                       | Jerzy Kamiński       | Porozumienie Ludowe                                 | 29 266 |
|                                                       | Zbigniew Rokicki●    | Kongres Liberalno-Demokratyczny                     | 22 707 |
|                                                       | Karol Pastuszewski   | Komitet Chrześcijański województwa skierniewickiego | 20 278 |
|                                                       | Włodzimierz Binder   | Kongres Liberalno-Demokratyczny                     | 19 045 |
|                                                       | Ryszard Chudzik      | Unia Demokratyczna                                  | 17 964 |
|                                                       | Krzysztof Maciejczyk | Porozumienie Obywatelskie Centrum                   | 14 932 |
|                                                       | Marek Kawecki        | Unia Demokratyczna                                  | 13 985 |
| Frekwencja: 33,46% Źródło: Państwowa Komisja Wyborcza |                      |                                                     |        |

### Wybory parlamentarne 1993
| Kandydat                                              | Kandydat                 | Komitet wyborczy                                     | Głosów |
| ----------------------------------------------------- | ------------------------ | ---------------------------------------------------- | ------ |
|                                                       | Zbigniew Komorowski●     | Polskie Stronnictwo Ludowe                           | 37 399 |
|                                                       | Wojciech Matecki         | Polskie Stronnictwo Ludowe                           | 30 142 |
|                                                       | Maciej Bednarkiewicz     | Niezależny Samorządny Związek Zawodowy „Solidarność” | 26 644 |
|                                                       | Wojciech Jefimko         | Sojusz Lewicy Demokratycznej                         | 25 329 |
|                                                       | Leszek Jeliński          | Unia Demokratyczna                                   | 16 804 |
|                                                       | Mieczysław Klepaczka     | KW „O polskie rolnictwo”                             | 16 230 |
|                                                       | Izabella Kruczyk-Grabiec | KW „Na Rzecz Zdrowia Polaków”                        | 15 605 |
|                                                       | Stanisław Czuba          | Komitet Niezależnych Wyborców „O Normalne Życie”     | 15 032 |
|                                                       | Tadeusz Szymańczak       | Polskie Stronnictwo Ludowe – Porozumienie Ludowe     | 13 789 |
|                                                       | Bogdan Koźmiński         | Konfederacja Polski Niepodległej                     | 11 583 |
|                                                       | Włodzimierz Binder       | KW Włodzimierza Bindra                               | 10 519 |
|                                                       | Piotr Ziarkowski         | Koalicja dla Rzeczypospolitej                        | 10 394 |
|                                                       | Andrzej Naze             | KW Niezależnego Kandydata Andrzeja Piotra Naze       | 9679   |
|                                                       | Andrzej Niwicki          | Kongres Liberalno-Demokratyczny                      | 8564   |
| Frekwencja: 47,49% Źródło: Państwowa Komisja Wyborcza |                          |                                                      |        |

### Wybory parlamentarne 1997
| Kandydat                                              | Kandydat               | Komitet wyborczy              | Głosów |
| ----------------------------------------------------- | ---------------------- | ----------------------------- | ------ |
|                                                       | Jan Cimanowski         | Akcja Wyborcza Solidarność    | 36 214 |
|                                                       | Ligia Urniaż-Grabowska | Akcja Wyborcza Solidarność    | 32 620 |
|                                                       | Józef Kłosowski        | Sojusz Lewicy Demokratycznej  | 30 167 |
|                                                       | Wiesław Rożniatowski   | Sojusz Lewicy Demokratycznej  | 27 807 |
|                                                       | Zbigniew Komorowski●   | Polskie Stronnictwo Ludowe    | 29 037 |
|                                                       | Wojciech Matecki●      | Polskie Stronnictwo Ludowe    | 22 636 |
|                                                       | Marian Bielecki        | Ruch Odbudowy Polski          | 20 372 |
|                                                       | Andrzej Adamczyk       | Unia Wolności                 | 18 135 |
|                                                       | Robert Jabłoński       | Unia Prawicy Rzeczypospolitej | 7960   |
| Frekwencja: 41,79% Źródło: Państwowa Komisja Wyborcza |                        |                               |        |